# ボルボ・66
ボルボ66（Volvo 66）は、DAF・66を改名したモデルであり、1975年から1980年まで製造された。ボルボがDAFの乗用車部門を買収してほぼ1年後の1975年8月に導入された。
ボルボ・66は、無段変速機ヴァリオマチックで知られている。DAF・66からはわずかに外観が変更されており、より大きなバンパーを装着している。これはボルボの安全性重視の姿勢に沿ったものであったが、生産経費も増大させた。
ボルボ・66には2ドアセダン版と3ドアステーションワゴン版があり、DAF・66にあった2ドアクーペは廃止された。
その他の主要な変更点は主に安全性に関連したものである。ヘッドレスト付きのシート、安全ステアリングホイール、ドアのスチール製サイドインパクトバー、デクラッチングサーボなどが追加された。デクラッチングサーボによって、運転手はチョークを使用しながらギアを変更することが可能になった（DAFのモデルではアイドルが上昇すると遠心クラッチがつながってしまうため、これは不可能だった）。ボルボ・66はCVTに駆動系をロックする「パーキング」モードも備えていた。1977年からステーションワゴン版はトランクカバー上に窓ワイパーを備えていた。

## 生産数
ボルボはセダンとステーションワゴンを両方ともおよそ106,000台生産した。イギリスで販売されたのは14,000台以下であった。大半はスウェーデンではなく中央ヨーロッパで販売された。スウェーデンのボルボ購買者がこの車を受け入れることはなかった。

## エンジン
- B110 ルノー・Cシリーズ OHV 1108 cc 直列4気筒、47 PS (34.6 kW; 46.4 hp)
- B130 ルノー・Cシリーズ OHV 1289 cc 直列4気筒、57 PS (41.9 kW; 56.2 hp)

## 画像集
- ボルボ66エステート（ベルリン、2015年5月）